# Elysius compaingubris
Elysius compaingubris är en fjärilsart som beskrevs av William Schaus. Elysius compaingubris ingår i släktet Elysius och familjen björnspinnare. Inga underarter finns listade i Catalogue of Life.